# Julia Siart
Julia Siart, nach Heirat Julia Siart-Amstätter (* 5. Mai 1986), ist eine ehemalige österreichische Leichtathletin.
Sie wurde sechsmal nationale Meisterin im Hammerwurf (2007, 2009–2012, 2015) und einmal im Kugelstoßen (2011).

## Persönliche Bestleistungen
- Kugelstoßen: 13,88 m, 7. August 2011, Innsbruck
- Hammerwurf: 58,25 m, 17. Mai 2012, Salzburg (damals österreichischer Rekord)